# Bois-le-Roi (Seine-et-Marne)
Bois-le-Roi is een gemeente in het Franse departement Seine-et-Marne (regio Île-de-France) en telt 5292 inwoners (1999). De plaats maakt deel uit van het arrondissement Fontainebleau.

## Geografie
De oppervlakte van Bois-le-Roi bedraagt 6,9 km², de bevolkingsdichtheid is 767,0 inwoners per km².
De onderstaande kaart toont de ligging van Bois-le-Roi (Seine-et-Marne) met de belangrijkste infrastructuur en aangrenzende gemeenten.

## Demografie
Onderstaande figuur toont het verloop van het inwonertal (bron: INSEE-tellingen).

## Geboren
- Sacha Vierny (1919-2001), director of photography

## Afbeeldingen

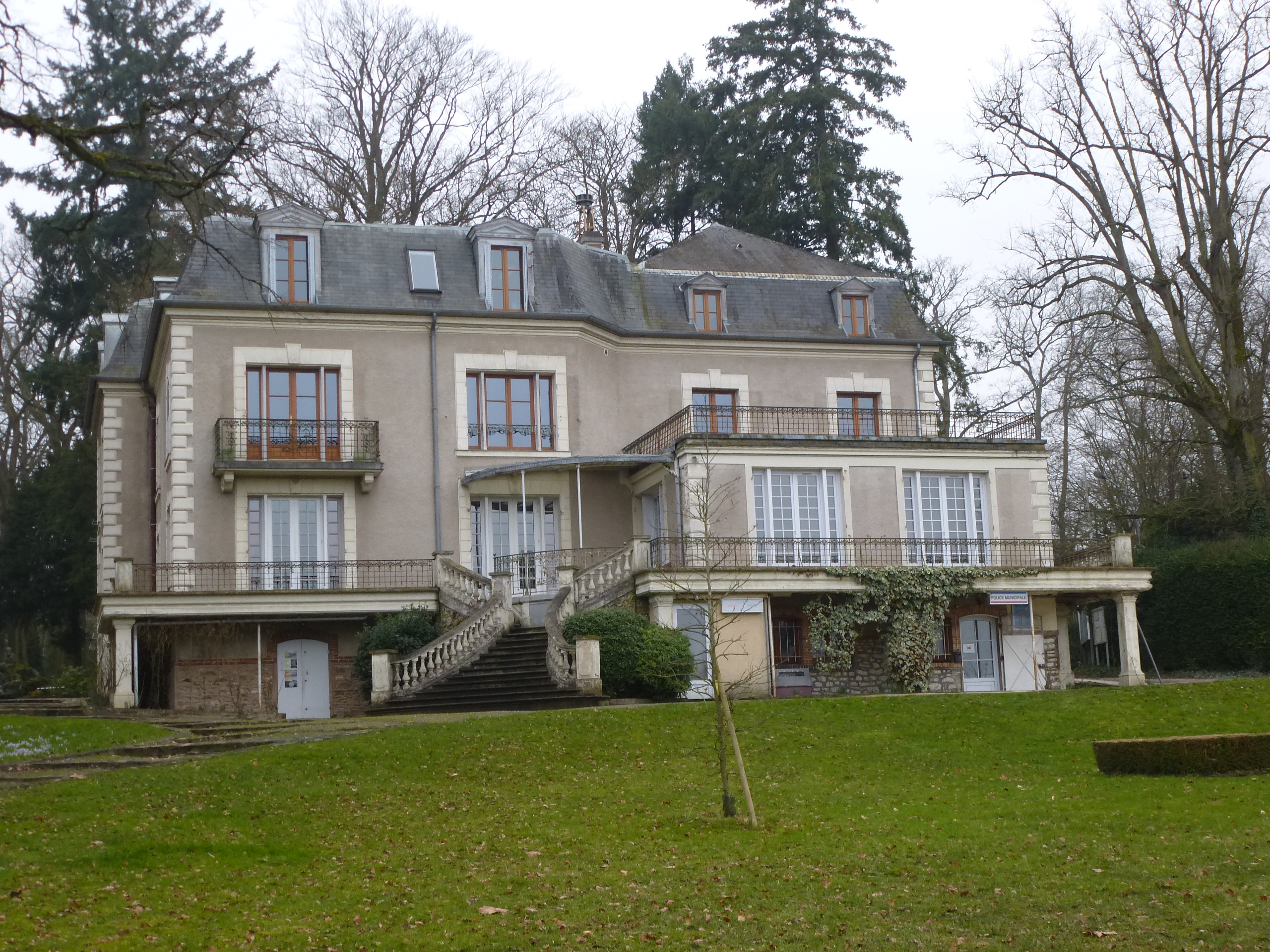
Gemeentehuis
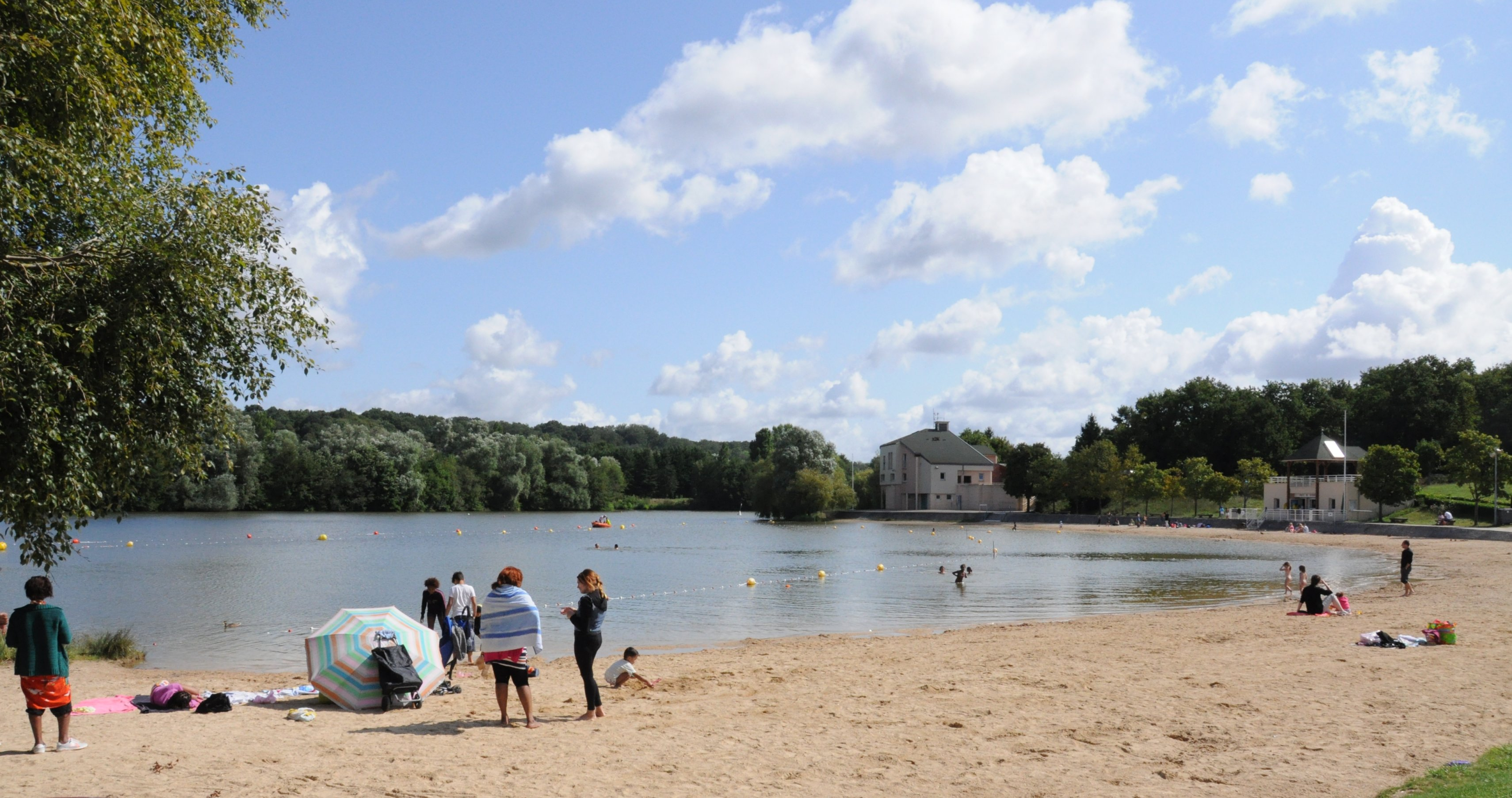
Strandje
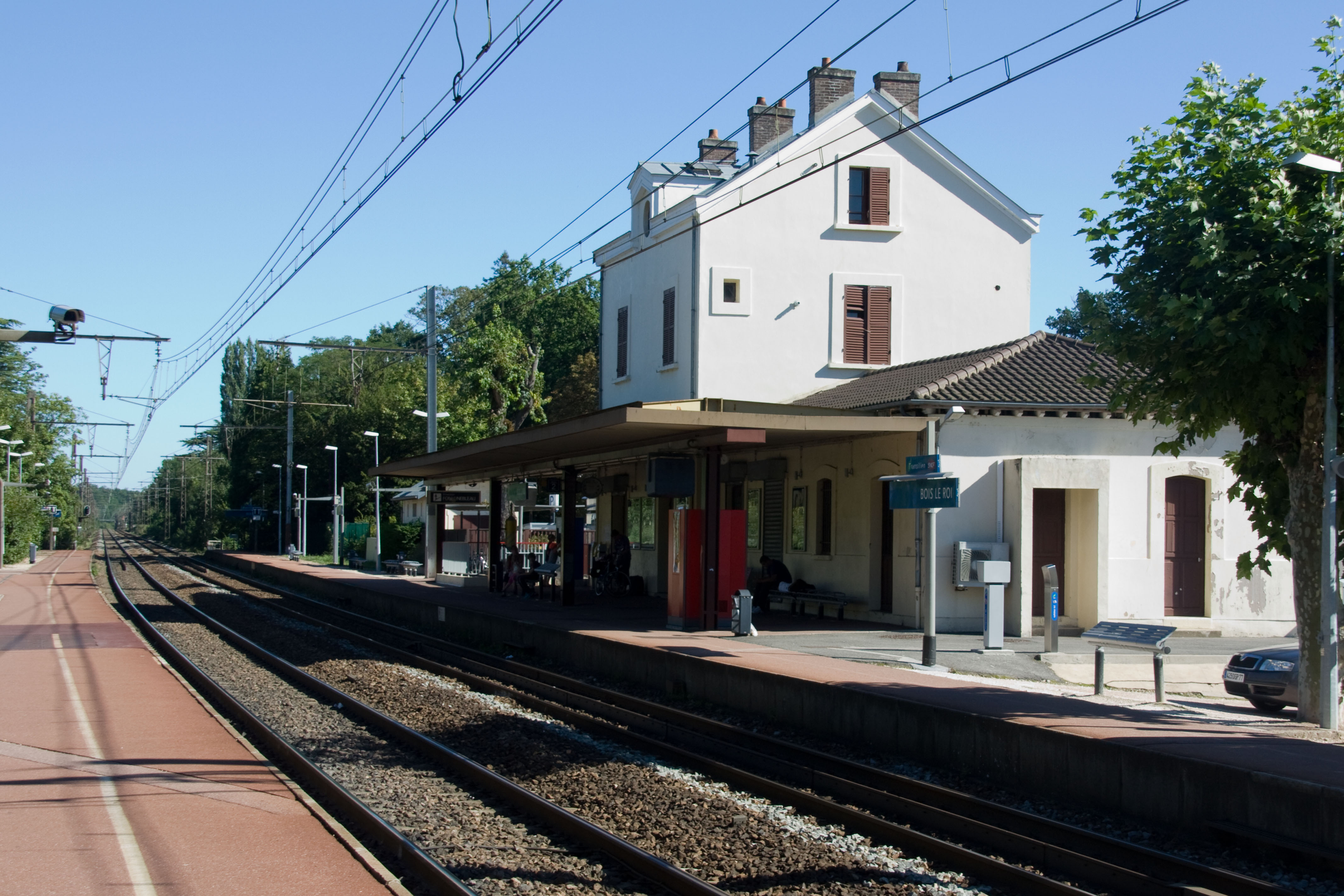
Station